# Alex Lopes
Alex Lopes do Nasciment (ur. 22 kwietnia 1969 w Astordze) – brazylijski piłkarz występujący na pozycji pomocnika.

## Życiorys
Seniorską karierę rozpoczął w Atletico Paranaense. Na początku kariery grał także w AA Batel i AC Caçadorense. W 1995 roku wrócił do Atletico Paranaense. W drugiej połowie 1997 roku był zawodnikiem Cerezo Osaka. W J.League zadebiutował 30 lipca 1997 roku w wygranym 3:1 meczu z Vissel Kobe. Ogółem w najwyższej japońskiej klasie rozgrywkowej zdobył pięć goli w szesnastu meczach. Następnie powrócił do Brazylii. W 1998 roku grał w Portuguesie, rozgrywając wówczas czternaście spotkań w Campeonato Brasileiro Série A i siedemnaście w Campeonato Paulista. W 1999 roku grał w Avaí FC, a w latach 2000–2001 reprezentował barwy pięciu klubów: Ponta Grossa EC, América-SP, 15 de Campo Bom, Iraty SC i chińskim Shaanxi Guoli. W 2002 roku grał w Shaanxi Guoli i Londrina EC. Następnie grał w União Barbarense, Vila Nova FC, Rio Branco SC, AC Paranavaí, Boa EC, Bangu AC, AA Iguaçu i CA Bairro Alto.

## Statystyki ligowe
| Sezon    | Klub                               | Liga                          | Mecze | Gole |
| -------- | ---------------------------------- | ----------------------------- | ----- | ---- |
| 1997 (j) | Cerezo Osaka                       | J.League                      | 16    | 5    |
| 1998     | Associação Portuguesa de Desportos | Campeonato Brasileiro Série A | 14    | 0    |